# Grande Medio Oriente
     Definizione tradizionale del Medio Oriente
     Definizione del G8 del Grande Medio Oriente
     Aree a volte associate con il Medio Oriente (connessioni sociopolitiche)

Definizione tradizionale del Medio Oriente
Definizione del G8 del Grande Medio Oriente
Aree a volte associate con il Medio Oriente (connessioni sociopolitiche)

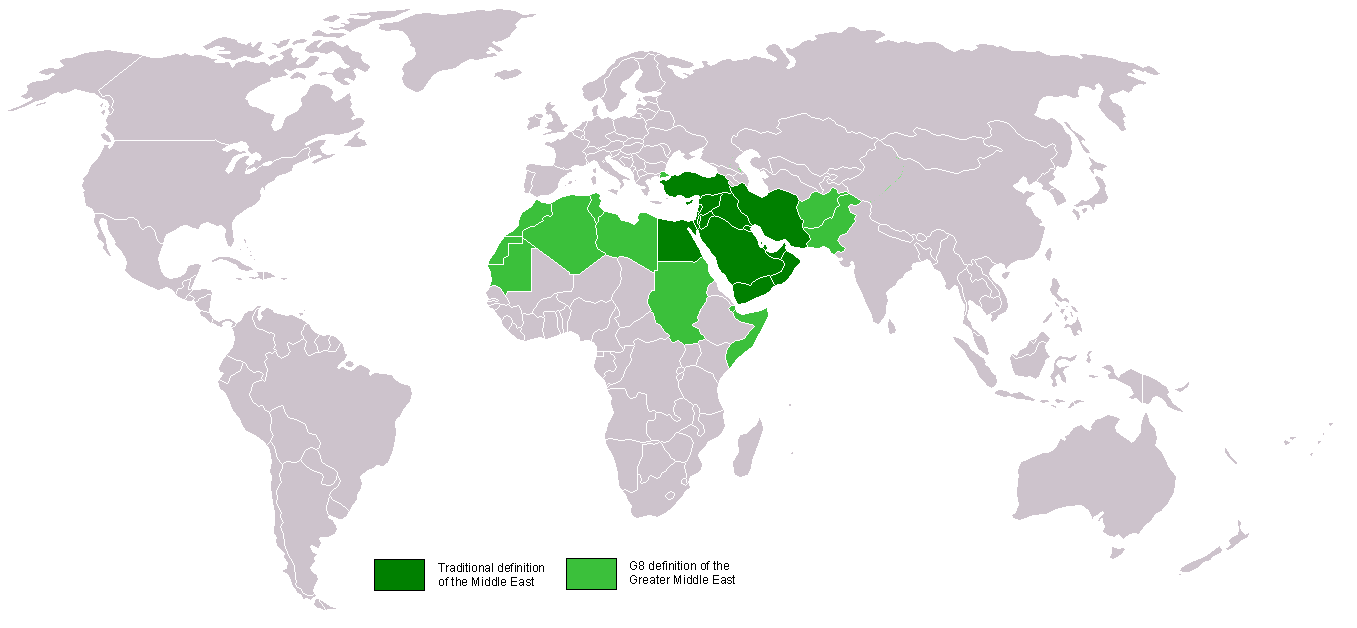
Il Medio Oriente tradizionale e il Grande Medio Oriente del G8

Grande Medio Oriente (Greater Middle East in inglese) è un termine di geopolitica che individua genericamente il Mondo arabo, Iran, Turchia, Israele, Pakistan ed Afghanistan oltre che, in alcuni casi, vari paesi dell'Asia centrale e del Caucaso (Azerbaigian, Armenia, e Georgia), Cipro e Grecia. A volte è anche utilizzato comprendendo aree con minoranze significative di fede musulmana.
Questo concetto, che si ispira agli Accordi di Helsinki del 1975, è stato introdotto dall'Amministrazione Bush durante i lavori preparatori per il summit del G8 del 2004, come proposta per discutere un cambiamento radicale della politica occidentale verso il Medio Oriente.
La sua visione è promossa soprattutto da circoli neoconservatori come Project for the New American Century.